# Marinus van der Goes van Naters
Pour les articles homonymes, voir Van der Goes.
Gentilhomme Marinus van der Goes van Naters, né le 21 décembre 1900 à Nimègue et mort le 12 février 2005 à Wassenaar, est un homme politique néerlandais.

## Biographie
Marinus van der Goes van Naters était membre du Parti socialiste (PvdA). Il a siégé dès 1952 au sein de l'Assemblée commune de la Communauté européenne du charbon et de l'acier.

## Distinctions
- Chevalier de l'ordre du Lion néerlandais